# Sherbrooke (circonscription provinciale)
Pour les articles homonymes, voir Sherbrooke (homonymie).
Circonscription électorale provinciale du Canada
Sherbrooke est une circonscription électorale provinciale du Québec. Elle est située dans la région administrative de l'Estrie.

## Historique
Le district de Sherbrooke a été créée en 1829 en tant que district électoral du Bas-Canada, lors de la division du district de Buckingham en six nouveaux districts. Lors de la création de l'Assemblée législative de la province du Canada en 1841, le district est divisé en deux: la ville de Sherbrooke et le comté de Sherbrooke. Ce dernier deviendra le comté de Richmond en 1855 et dès lors le nom de Sherbrooke ne s'applique qu'au district représentant la ville. 
Le district de Sherbrooke a été conservé lors de la Confédération en 1867 comme un des 65 districts électoraux de la province de Québec. En 1972, le territoire de la circonscription est considérablement réduit, se limitant à la partie centrale de la ville de Sherbrooke. Le reste du territoire est transféré dans les nouvelles circonscriptions d'Orford et de Saint-François. En 1980 de légères modifications aux limites sont effectuées, puis de nouveau en 1992 et en 2001.

## Territoire et limites
La circonscription couvre les arrondissements de Jacques-Cartier et du Mont-Bellevue à Sherbrooke.

## Liste des députés

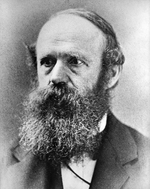
Joseph Gibb Robertson est député de Sherbrooke de 1867 à 1892 pour le Parti conservateur du Québec.

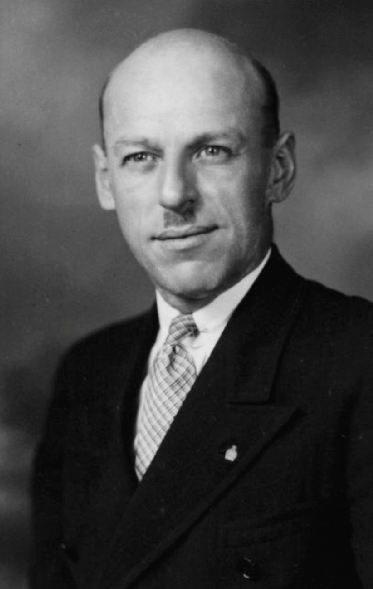
John Samuel Bourque est député de Sherbrooke de 1935 à 1960 pour l'Action libérale nationale suivi de l'Union nationale.

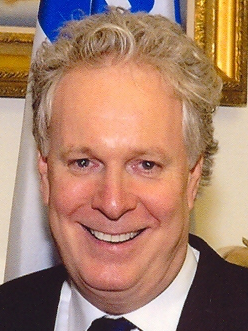
Jean Charest est député de Sherbrooke de 1998 à 2012 pour le Parti libéral du Québec. Il sera premier ministre du Québec de 2003 à 2012.

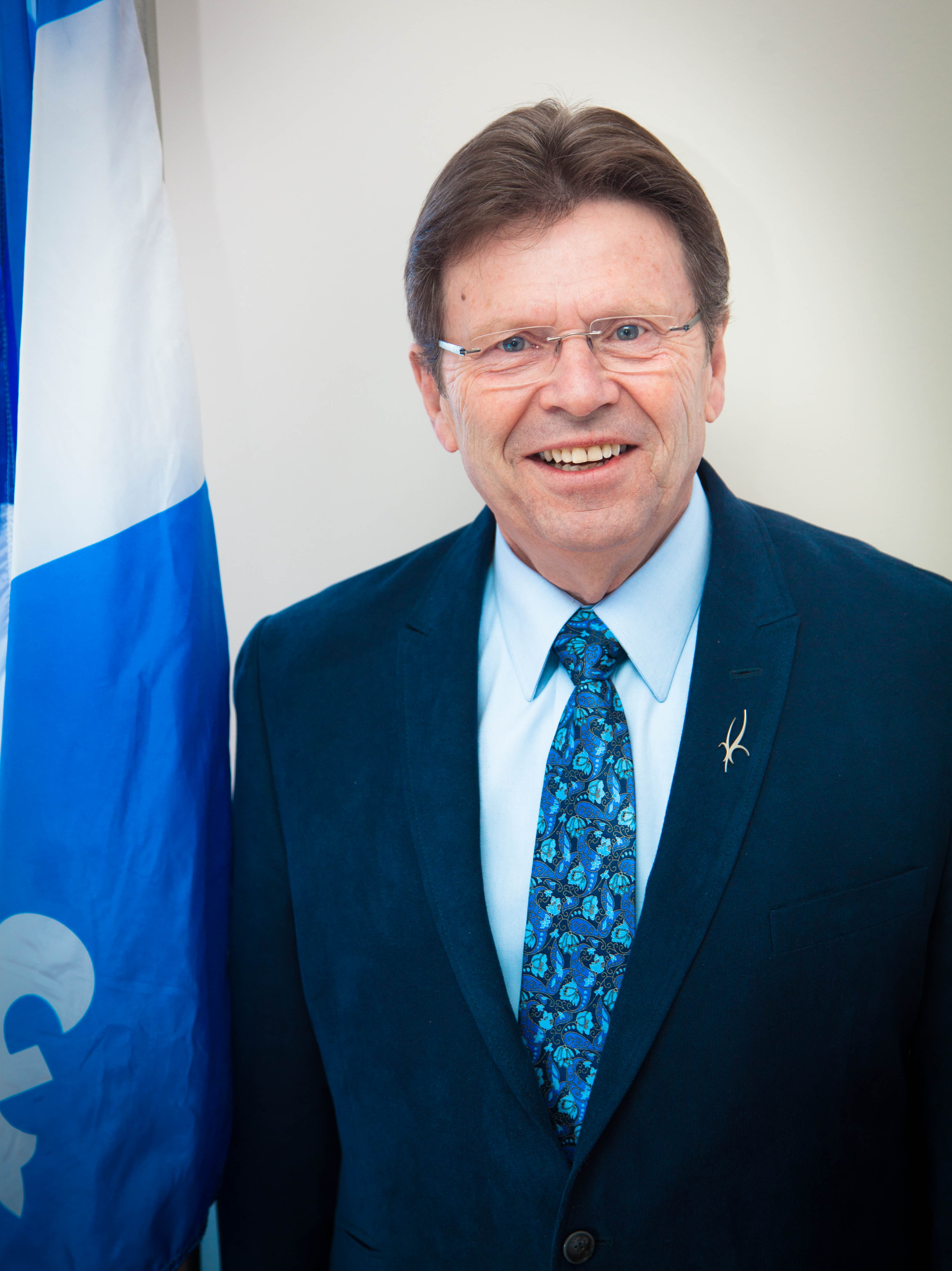
Serge Cardin est député de Sherbrooke de 2012 à 2014 pour le Parti québécois.

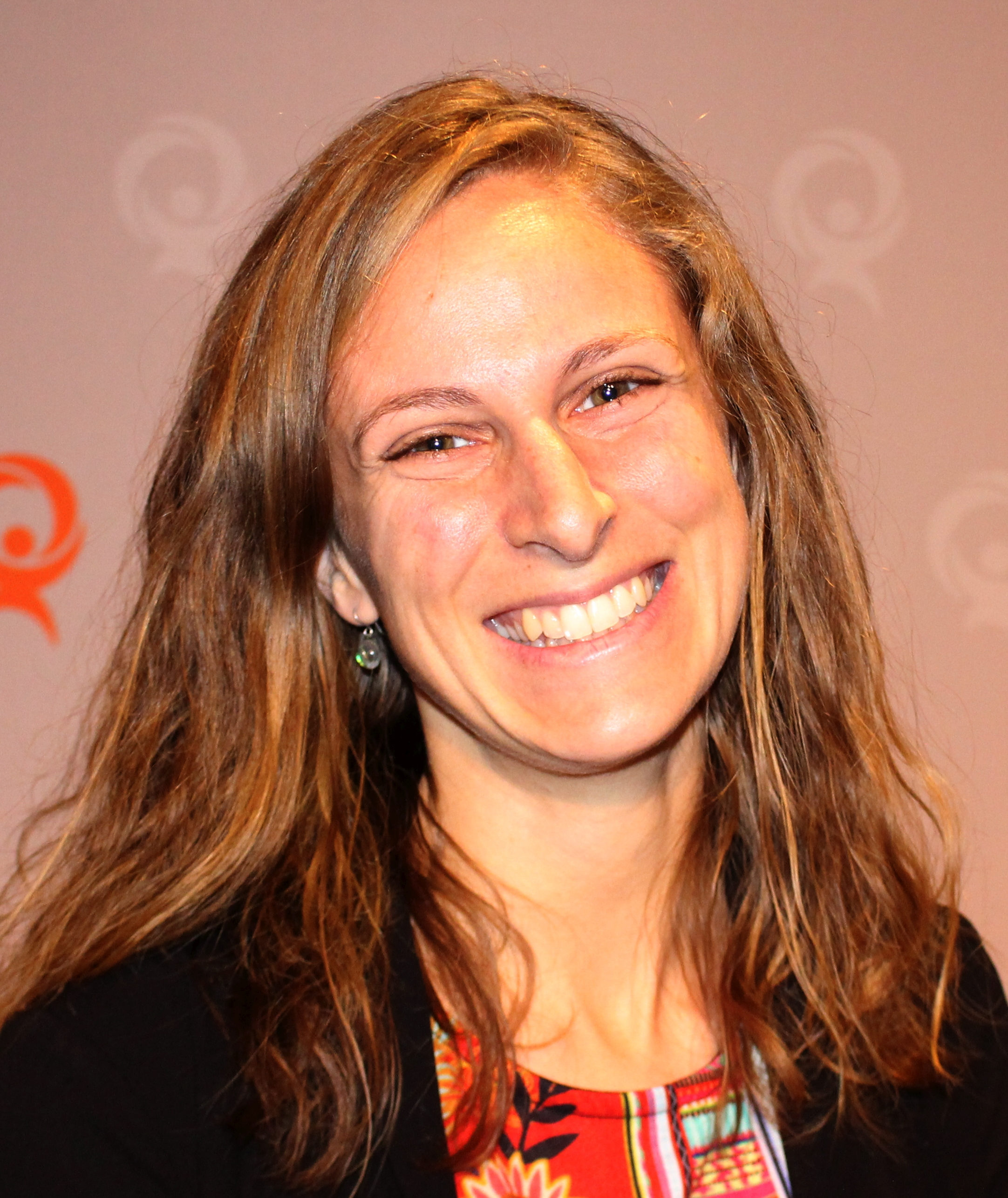
Christine Labrie est la députée de Sherbrooke depuis 2018.

| Années | Années      | Député                                | Parti            |
| ------ | ----------- | ------------------------------------- | ---------------- |
|        | 1867 - 1869 | Joseph Gibb Robertson                 | Conservateur     |
|        | 1869 - 1871 | Joseph Gibb Robertson                 | Conservateur     |
|        | 1871 - 1875 | Joseph Gibb Robertson                 | Conservateur     |
|        | 1875 - 1878 | Joseph Gibb Robertson                 | Conservateur     |
|        | 1878 - 1879 | Joseph Gibb Robertson                 | Conservateur     |
|        | 1879 -1881  | Joseph Gibb Robertson                 | Conservateur     |
|        | 1881 - 1884 | Joseph Gibb Robertson                 | Conservateur     |
|        | 1884 - 1886 | Joseph Gibb Robertson                 | Conservateur     |
|        | 1886 - 1890 | Joseph Gibb Robertson                 | Conservateur     |
|        | 1890 - 1892 | Joseph Gibb Robertson                 | Conservateur     |
|        | 1892 - 1897 | Louis-Edmond Panneton                 | Conservateur     |
|        | 1897 - 1900 | Louis-Edmond Panneton                 | Conservateur     |
|        | 1900 - 1904 | Jean-Marie-Joseph-Pantaléon Pelletier | Libéral          |
|        | 1904 - 1908 | Jean-Marie-Joseph-Pantaléon Pelletier | Libéral          |
|        | 1908 - 1911 | Jean-Marie-Joseph-Pantaléon Pelletier | Libéral          |
|        | 1911 - 1912 | Calixte-Émile Therrien                | Libéral          |
|        | 1912 - 1916 | Calixte-Émile Therrien                | Libéral          |
|        | 1916 - 1919 | Calixte-Émile Therrien                | Libéral          |
|        | 1919 - 1922 | Joseph-Henri Lemay                    | Libéral          |
|        | 1922 - 1923 | Ludger Forest                         | Libéral          |
|        | 1923 - 1924 | Moïse O'Bready                        | Conservateur     |
|        | 1924 - 1927 | Armand-Charles Crépeau                | Conservateur     |
|        | 1927 - 1931 | Armand-Charles Crépeau                | Conservateur     |
|        | 1931 - 1935 | Émery-Hector Fortier                  | Libéral          |
|        | 1935 - 1936 | John Samuel Bourque                   | ALN              |
|        | 1936 - 1939 | John Samuel Bourque                   | Union nationale  |
|        | 1939 - 1944 | John Samuel Bourque                   | Union nationale  |
|        | 1944 - 1948 | John Samuel Bourque                   | Union nationale  |
|        | 1948 - 1952 | John Samuel Bourque                   | Union nationale  |
|        | 1952 - 1956 | John Samuel Bourque                   | Union nationale  |
|        | 1956 - 1960 | John Samuel Bourque                   | Union nationale  |
|        | 1960 - 1962 | Louis-Philippe Brousseau              | Libéral          |
|        | 1962 - 1966 | Carrier Fortin                        | Libéral          |
|        | 1966 - 1970 | Raynald Fréchette                     | Union nationale  |
|        | 1970 - 1973 | Jean-Paul Pépin                       | Libéral          |
|        | 1973 - 1976 | Jean-Paul Pépin                       | Libéral          |
|        | 1976 - 1981 | Gérard Gosselin                       | Parti québécois  |
|        | 1981 - 1985 | Raynald Fréchette                     | Parti québécois  |
|        | 1985 - 1989 | André J. Hamel                        | Libéral          |
|        | 1989 - 1994 | André J. Hamel                        | Libéral          |
|        | 1994 - 1998 | Marie Malavoy                         | Parti québécois  |
|        | 1998 - 2003 | Jean Charest                          | Libéral          |
|        | 2003 - 2007 | Jean Charest                          | Libéral          |
|        | 2007 - 2008 | Jean Charest                          | Libéral          |
|        | 2008 - 2012 | Jean Charest                          | Libéral          |
|        | 2012 - 2014 | Serge Cardin                          | Parti québécois  |
|        | 2014 - 2018 | Luc Fortin                            | Libéral          |
|        | 2018 - 2022 | Christine Labrie                      | Québec solidaire |
|        | 2022 - ...  | Christine Labrie                      | Québec solidaire |

Légende: Les années en italiques représentent des élections partielles et les noms en gras indiquent les chefs de partis.

## Référendums
| Sherbrooke | Sherbrooke | Sherbrooke              | Sherbrooke | Sherbrooke | Sherbrooke       | Sherbrooke            | Sherbrooke |
| Année      | Année      | Référendum              | % du OUI   | % du NON   | # total de votes | Taux de participation |            |
| ---------- | ---------- | ----------------------- | ---------- | ---------- | ---------------- | --------------------- | ---------- |
|            | 1980       | Référendum de 1980      | 43,20 %    | 56,80 %    | 30 000           | 83,98 %               |            |
|            | 1992       | Accord de Charlottetown | 41,30 %    | 58,70 %    | 31 623           | 81,68 %               |            |
|            | 1995       | Référendum de 1995      | 53,28 %    | 46,72 %    | 37 210           | 93,77 %               |            |